# Хунулф
Хунулф или Оноулф (Hunulf; Onoulphus; * ок. 430 г.; † през март 493 г. в Равена) е княз и magister militum на скирите през 5 век.
Хунулф е син на княз генерал Едекон, който е в кръга на краля на хуните Атила и брат на Одоакър.
През 469 Хунулф участва в разгрома на германския съюз при битката при Болия против остготите, при която баща му умира.
След битката Царството на скирите се разтурва. Много от скирите постъпват на служба в римската войска.
Хунулф заминава с незначителна своя група в източно римската територия, където скоро става комит (comes). Той се издига до magister militum, докато брат му Одоакър отива в Западната Римска империя.
Хунулф се бие като генерал на Илирия по нареждане на император Зенон против остготите.
От 479 г. помага на Одоакър, който през 476 г. сваля от трона последния западно – римски император Ромул Августул. Хунулф става „дясната ръка“ на Одоакър. Римските наблюдатели смятат Одоакер и Хунулф за херулски или ругийски князе.
През 487/+ 488 г. във войната срещу ругите Хунулф по заповед на брат му ръководи задължителното евакуиране на римското население от източния бряг на Норик в Италия.
При убийството на Одоакър и семейството му 493 г. от остготския крал Теодорих, Хунулф, намира убежище в една църква; убит е от стрелец от отвън.